# Université d'État du Minnesota (Mankato)
Ne doit pas être confondu avec Université d'État du Minnesota (Moorhead).
L'université d'État du Minnesota (en anglais : Minnesota State University, Mankato ou MSU) est une université américaine située à Mankato dans le Minnesota.

## Source
- (en) Cet article est partiellement ou en totalité issu de l’article de Wikipédia en anglais intitulé « Minnesota State University, Mankato » (voir la liste des auteurs).